# Emil Richter
Emil Johan Richter, född 1860 i Malmö, död där 2 oktober 1932, var en svensk elektroingenjör. Han var son till August Richter.
Richter utexaminerades från Chalmers tekniska läroanstalt i Göteborg 1882 och företog därefter studieresor till Skottland, Tyskland och Belgien. Efter olika anställningar, senast vid Stockholm Bell Telefon AB, återvände han 1887 till födelsestaden. Där hade han först en kortare tid anställning vid Luth & Roséns Elektriska AB:s filial och kom därpå i tjänst hos det på Fredrik Arvidsson Posses initiativ tillkomna Malmö Elektriska Belysnings AB. Åren 1888–1894 var han även chef för den av honom startade Elektriska Byrån i Malmö samt innehade åren 1895–1901 anställning vid Asea i Malmö samt åren 1901–1907 hos Luth & Roséns Elektriska AB där han även en del år beklädde chefskapet. Sistnämnda år blev han kamrer vid Malmö stads elektricitetsverk och var 1911–1926 huvudbokförare vid gas- och elektricitetsverket. Han är gravsatt på Gamla begravningsplatsen i Malmö.